# 蒂尤寧冰原島峰
84°44′S 115°58′W / 84.733°S 115.967°W
蒂尤寧冰原島峰（英語：Tuning Nunatak）是南極洲的冰原島峰，位於瑪麗伯德地，處於俄亥俄山脈的達林嶺以北1.9公里，在1958年12月由美國研究隊測量，以氣象學家命名，現時由南極條約體系管理。